# Jean Matter (historien)
Jean Matter, né le 23 février 1894 à Munster et mort en cette ville le 12 février 1955, est un historien de l’Alsace, spécialiste notamment de l’histoire et des coutumes de la vallée de Munster. Il est également l’un des membres fondateurs de la Société d’histoire du Val et de la Ville de Munster et a été conseiller municipal de cette commune de 1926 à sa mort.

## Biographie
Jean Matter naît le 23 février 1894 à Munster dans le département du Haut-Rhin. Son père est le maître ébéniste Jean-Jacques Matter et sa mère Marie-Madeleine Wetzel. Il fait des études de droit et, après avoir passé la capacité en droit, revient à Munster pour y exercer en tant que greffier du tribunal cantonal, où il est responsable du livre foncier. Peu après la fin de la Première Guerre mondiale il épouse à Colmar le 26 septembre 1919 Amélie Muller, dont il aura cinq enfants,.
Jean Matter commence à publier des articles historiques en 1927, d’abord dans le journal local Les Échos de la Vallée de Munster, puis dans l’Annuaire de la Société d’histoire du Val et de la Ville de Munster qu’il a fondé l’année précédente avec André Wetzel, Hans Matter, Jeanne Lau et Auguste Scherle,.
Il est en outre conseiller municipal à partir de 1925 et joue un rôle important dans la conservation des monuments historiques de la commune, notamment en se positionnant en 1927 contre la démolition de la façade de l’hôtel de ville en appuyant son classement aux Monuments historiques et pour le retour à son emplacement d’origine du lion héraldique de la fontaine de la place du Marché en 1934. Il est par ailleurs nommé conservateur des archives municipales en 1936,.
Il reste au conseil municipal pendant la Seconde Guerre mondiale et devient adjoint au maire pendant une brève période en 1940. Ce positionnement lui cause des difficultés à la Libération et il contraint de quitter ses fonctions d’élu en 1945. Son œuvre d’historien est néanmoins récompensée par les palmes académiques en 1954, peu de temps avant son décès à Munster le 12 février 1955.

## Œuvres
Jean Matter commence à publier en 1927 dans le journal Les Échos de la Vallée de Munster et dans l’Annuaire de la Société d’histoire du Val et de la Ville de Munster, qui est jusqu’à sa mort son principal éditeur. Il publie également à l’échelle locale dans d’autres titres de presse locale : l’édition haut-rhinoise des Dernières Nouvelles d’Alsace, le Münstertäler Zeitung, Le Messager de la Paroisse de Munster et Les Dernières Nouvelles de Colmar. À l’échelle régionale il publie dans des revues scientifiques comme la Revue d’Alsace, le Zeitschrift für die Geschichte des Oberrheins et Elsassland, mais aussi dans des publications plus populaires comme la Mitteilungsblatt des Touristenvereins « Die Naturfreunde ».
Outre les publications écrites, il fait également des communications orales. Outre sa participation à de nombreuses conférences, il fait également des présentations de l’histoire d’Alsace sur les ondes de la RTF en 1952 et 1954.
Décrit en 1940 par l’historien Fritz Kiener comme un des historiens les plus importants de l’Alsace, ses publications les plus importantes sont Demokratische Wallungen in Stadt und Tal Münster en 1939, Vom Glasborn zum Schœnenklang. Chronik der Sommermelkereien des Münstertales en 1951, Von Schneidten zum Landsborn. Die Bergscheuern des Münstertales vom 15. Jahrhundert bis zur Gegenwart en 1953 et Johannes Meyss. Ein Münsterer Stadtschreiber aus der Zeit des Dreissigjährigen Krieges en 1955,.

## Distinctions et hommages
- Chevalier de l'ordre des Palmes académiques[2]
- Une rue de Munster est nommée en son honneur peu après son décès[7].